# Consorti dei sovrani finlandesi
In questo elenco possiamo trovare le Regine consorti dei sovrani che governarono al Finlandia, da Svedesi a Russe fino a Margherita di Prussia regina di Finlandia e Carelia un regno dipendente dall'Impero Tedesco:

## Bjälbo (1250 - 1363)
| Immagine | Nome                           | Padre                                           | Nascita        | Matrimonio                                                                      | Diventò Consorte                                                                | Cessò di essere Consorte                                           | Morte            | Coniuge    |
| -------- | ------------------------------ | ----------------------------------------------- | -------------- | ------------------------------------------------------------------------------- | ------------------------------------------------------------------------------- | ------------------------------------------------------------------ | ---------------- | ---------- |
|          | Sofia Eriksdotter di Danimarca | Eric IV di Danimarca (Estridsen)                | 1241           | 1260                                                                            | 1260                                                                            | 22 luglio 1275 deposizione del marito                              | 1286             | Valdemaro  |
|          | Edvige di Holstein             | Gerardo I, Conte di Holstein (Schaumburg)       | c. 1260        | 11 novembre 1276                                                                | 11 novembre 1276                                                                | 18 dicembre 1290 morte del marito                                  | fl. 1324         | Magnus III |
|          | Marta Eriksdotter di Danimarca | Eric V di Danimarca (Estridsen)                 | 1277           | novembre 1298                                                                   | novembre 1298                                                                   | marzo o aprile 1318 deposizione del marito                         | 3 ottobre 1341   | Birger     |
|          | Bianca di Namur                | Giovanni I, Marchese di Namur (Dampierre)       | c. 1320        | ottobre o principio di novembre 1335                                            | ottobre o principio di novembre 1335                                            | 1363                                                               | 1363             | Magnus IV  |
|          | Beatrice di Baviera            | Luigi IV, Sacro Romano Imperatore (Wittelsbach) | 1344           | 17 ottobre 1356 ascesa del marito come regina-congiunta con Bianca, sua suocera | 17 ottobre 1356 ascesa del marito come regina-congiunta con Bianca, sua suocera | 20 giugno 1359 morte del marito                                    | 25 dicembre 1359 | Eric XII   |
|          | Margherita I di Danimarca      | Valdemaro IV di Danimarca (Estridsen)           | primavera 1353 | 9 aprile 1363 come co-regina consorte poi pretendente                           | 9 aprile 1363 come co-regina consorte poi pretendente                           | 15 febbraio 1364 deposizione del marito (rivendicato fino al 1380) | 28 ottobre 1412  | Haakon II  |

## Meclemburgo-Schwerin (1363 - 1389)
| Immagine | Nome                 | Padre                               | Nascita | Matrimonio | Diventò Consorte | Cessò di essere Consorte | Morte                 | Coniuge |
| -------- | -------------------- | ----------------------------------- | ------- | ---------- | ---------------- | ------------------------ | --------------------- | ------- |
|          | Riccarda di Schwerin | Ottone I, Conte di Schwerin (Hagen) | 1347/8  | 1365       | 1365             | 23 April/11 July 1377    | 23 April/11 July 1377 | Alberto |

## Regine dell'Unione e Reggenti Consorti 1397–1523
Diverse delle Regine in questo elenco sono state anche regina di Danimarca e Norvegia, nonché coniugi di reggenti svedesi che non hanno avuto il titolo di re.
Regine consorti

### Pomerania (1396-1439)
| Immagine | Nome                  | Padre                               | Nascita       | Matrimonio      | Diventò Consorte | Cessò di essere Consorte | Morte          | Coniuge   |
| -------- | --------------------- | ----------------------------------- | ------------- | --------------- | ---------------- | ------------------------ | -------------- | --------- |
|          | Filippa d'Inghilterra | Enrico IV d'Inghilterra (Lancaster) | 4 giugno 1394 | 26 ottobre 1406 | 26 ottobre 1406  | 7 gennaio 1430           | 7 gennaio 1430 | Eric XIII |

### Palatinato-Neumarkt (1441-1448)
| Immagine | Nome                    | Padre                                                      | Nascita   | Matrimonio        | Diventò Consorte  | Cessò di essere Consorte        | Morte            | Coniuge      |
| -------- | ----------------------- | ---------------------------------------------------------- | --------- | ----------------- | ----------------- | ------------------------------- | ---------------- | ------------ |
|          | Dorotea di Brandenburgo | Giovanni, Margravio di Brandeburgo-Kulmbach (Hohenzollern) | 1430/1431 | 12 settembre 1445 | 12 settembre 1445 | 6 gennaio 1448 morte del marito | 10 novembre 1495 | Cristoforo I |

Reggenti consorti
- 1448 : Karin Karlsdotter, terza moglie del Reggente Nils Jönsson Oxenstierna
- 1448 : Merete Lydekedatter Stralendorp di Venngarn, seconda moglie del Reggente Bengt Jönsson Oxenstierna.

Regine consorti

### Bonde (1448-1457)
| Immagine | Nome                           | Padre                                 | Nascita | Matrimonio     | Diventò Consorte                 | Cessò di essere Consorte | Morte            | Coniuge    |
| -------- | ------------------------------ | ------------------------------------- | ------- | -------------- | -------------------------------- | ------------------------ | ---------------- | ---------- |
|          | Katarina Karlsdotter di Bjurum | Karl Ormsson Gumsehuvud (Gumsehufvud) | ?       | 5 ottobre 1438 | 20 giugno 1448 ascesa del marito | 7 September 1450         | 7 September 1450 | Carlo VIII |

### Oldenburg (1457-1464)
| Immagine | Nome                    | Padre                                                      | Nascita   | Matrimonio      | Diventò Consorte                 | Cessò di essere Consorte              | Morte            | Coniuge     |
| -------- | ----------------------- | ---------------------------------------------------------- | --------- | --------------- | -------------------------------- | ------------------------------------- | ---------------- | ----------- |
|          | Dorotea di Brandenburgo | Giovanni, Margravio di Brandeburgo-Kulmbach (Hohenzollern) | 1430/1431 | 28 ottobre 1449 | 23 giugno 1457 ascesa del marito | 23 giugno 1464 deposizione del marito | 10 novembre 1495 | Cristiano I |

Reggenti consorti
- 1466-1467 : Elin Gustavsdotter Sture (seconda volta), Reggente Erik Axelsson Tott

### Bonde (1467-1470)
| Immagine | Nome                    | Padre                                      | Nascita | Matrimonio | Diventò Consorte | Cessò di essere Consorte        | Morte | Coniuge    |
| -------- | ----------------------- | ------------------------------------------ | ------- | ---------- | ---------------- | ------------------------------- | ----- | ---------- |
|          | Cristina Abrahamsdotter | Abraham Pedersson, governatore di Raseborg | 1432    | 1470       | 1470             | 15 maggio 1470 morte del marito | 1492  | Carlo VIII |

Reggenti consorti
- 1470-1497 : Ingeborg Tott, (prima volta), moglie del Reggente Sten Sture il Vecchio, m.1507.

### Oldenburg (1497-1501)
| Immagine | Nome                 | Padre                                  | Nascita          | Matrimonio       | Diventò Consorte                 | Cessò di essere Consorte              | Morte           | Coniuge     |
| -------- | -------------------- | -------------------------------------- | ---------------- | ---------------- | -------------------------------- | ------------------------------------- | --------------- | ----------- |
|          | Cristina di Sassonia | Ernesto, Elettore di Sassonia (Wettin) | 25 dicembre 1461 | 6 settembre 1478 | 6 ottobre 1497 ascesa del marito | agosto 1501 il marito perde la Svezia | 8 December 1521 | Giovanni II |

Reggenti consorti
- 1501-1503 : Ingeborg Tott (seconda volta), moglie del Reggente Sten Sture il Vecchio, m.1507.
- 1504-1512 : Mette Dyre, seconda moglie di Svante Nilsson.
- 1512-1520 : Christina Gyllenstierna, moglie del Reggente Sten Sture il Giovane m.1559.

### Oldenburg (1520-1521)
| Immagine | Nome               | Padre                      | Nascita        | Matrimonio     | Diventò Consorte                   | Cessò di essere Consorte                 | Morte           | Coniuge      |
| -------- | ------------------ | -------------------------- | -------------- | -------------- | ---------------------------------- | ---------------------------------------- | --------------- | ------------ |
|          | Isabella d'Asburgo | Filippo il Bello (Asburgo) | 18 luglio 1501 | 12 agosto 1515 | 1º novembre 1520 ascesa del marito | 23 agosto 1521 il marito perde la Svezia | 19 gennaio 1526 | Cristiano II |

## Vasa (1523 - 1654)
| Immagine | Nome                               | Padre                                                       | Nascita           | Matrimonio                                                    | Diventò Consorte                                              | Cessò di essere Consorte                 | Morte             | Coniuge           |
| -------- | ---------------------------------- | ----------------------------------------------------------- | ----------------- | ------------------------------------------------------------- | ------------------------------------------------------------- | ---------------------------------------- | ----------------- | ----------------- |
|          | Caterina di Sassonia-Lauenburg     | Magnus I, Duca di Sassonia-Lauenburg (Ascania)              | 24 settembre 1513 | 24 settembre 1531                                             | 24 settembre 1531                                             | 23 September 1535                        | 23 September 1535 | Gustavo I         |
|          | Margareta Eriksdotter Leijonhufvud | Erik Abrahamsson Leijonhufvud (Leijonhufvud)                | 1º gennaio 1516   | 1º ottobre 1536                                               | 1º ottobre 1536                                               | 26 agosto 1551                           | 26 agosto 1551    | Gustavo I         |
|          | Katarina Gustafsdotter Stenbock    | Gustaf Olofsson Stenbock (Stenbock)                         | 22 luglio 1535    | 22 agosto 1552                                                | 22 agosto 1552                                                | 29 settembre 1560 morte del marito       | 13 dicembre 1621  | Gustavo I         |
|          | Karin Månsdotter                   | Måns                                                        | 6 ottobre 1550    | 13 luglio 1567 (ufficiosamente) 4 luglio 1568 (ufficialmente) | 13 luglio 1567 (ufficiosamente) 4 luglio 1568 (ufficialmente) | 29 settembre 1568 deposizione del marito | 13 September 1612 | Erik XIV          |
|          | Caterina Jagellona                 | Sigismondo I Jagellone (Jagelloni)                          | 1º novembre 1526  | 4 ottobre 1562                                                | 29 settembre 1568 ascesa del marito                           | 16 settembre 1583                        | 16 settembre 1583 | Giovanni III      |
|          | Gunilla Bielke                     | Johan Axelsson Bielke, governatore di Östergötland (Bielke) | 25 giugno 1568    | 15 febbraio 1585                                              | 15 febbraio 1585                                              | 17 novembre 1592 morte del marito        | 19 luglio 1597    | Giovanni III      |
|          | Anna d'Austria                     | Carlo II, Arciduca d'Austria (Asburgo)                      | 16 agosto 1573    | 31 maggio 1592                                                | 17 novembre 1592 ascesa del marito                            | 10 febbraio 1598                         | 10 febbraio 1598  | Sigismondo        |
|          | Cristina di Holstein-Gottorp       | Adolfo, Duca di Holstein-Gottorp (Holstein-Gottorp)         | 13 aprile 1573    | 8 luglio 1592                                                 | 22 marzo 1604 ascesa del marito                               | 30 ottobre 1611 morte del marito         | 8 dicembre 1625   | Carlo IX          |
|          | Maria Eleonora di Brandeburgo      | Giovanni Sigismondo, Elettore di Brandeburgo (Hohenzollern) | 11 novembre 1599  | 25 novembre 1620                                              | 25 novembre 1620                                              | 6 novembre 1632 morte del marito         | 28 marzo 1655     | Gustavo II Adolfo |

## Palatinato-Zweibrücken-Kleeburg (1654 - 1720)
| Immagine | Nome                                | Padre                                                     | Nascita           | Matrimonio      | Diventò Consorte                    | Cessò di essere Consorte                                      | Morte            | Coniuge         |
| -------- | ----------------------------------- | --------------------------------------------------------- | ----------------- | --------------- | ----------------------------------- | ------------------------------------------------------------- | ---------------- | --------------- |
|          | Edvige Eleonora di Holstein-Gottorp | Federico III, Duca di Holstein-Gottorp (Holstein-Gottorp) | 23 ottobre 1636   | 24 ottobre 1654 | 24 ottobre 1654                     | 13 febbraio 1660 morte del marito                             | 24 novembre 1715 | Carlo X         |
|          | Ulrica Eleonora di Danimarca        | Federico III di Danimarca (Oldenburg)                     | 11 settembre 1656 | 6 maggio 1680   | 6 maggio 1680                       | 26 luglio 1693                                                | 26 luglio 1693   | Carlo XI        |
|          | Federico d'Assia-Kassel             | Carlo I, Langravio d'Assia-Kassel (Assia-Kassel)          | 18 aprile 1676    | 24 marzo 1715   | 5 dicembre 1718 ascesa della moglie | 29 febbraio 1720 abdicazione della moglie, sua propria ascesa | 25 marzo 1751    | Ulrica Eleonora |

## Assia-Kassel (1721 - 1751)
| Immagine | Nome                      | Padre                                                | Nascita         | Matrimonio    | Diventò Consorte                | Cessò di essere Consorte | Morte            | Coniuge    |
| -------- | ------------------------- | ---------------------------------------------------- | --------------- | ------------- | ------------------------------- | ------------------------ | ---------------- | ---------- |
|          | Ulrica Eleonora di Svezia | Carlo XI di Svezia (Palatinato-Zweibrücken-Kleeburg) | 23 gennaio 1688 | 24 marzo 1715 | 24 marzo 1720 ascesa del marito | 24 novembre 1741         | 24 novembre 1741 | Federico I |

## Holstein-Gottorp (1751 - 1809)
| Immagine | Nome                         | Padre                                                 | Nascita        | Matrimonio      | Diventò Consorte                   | Cessò di essere Consorte             | Morte             | Coniuge           |
| -------- | ---------------------------- | ----------------------------------------------------- | -------------- | --------------- | ---------------------------------- | ------------------------------------ | ----------------- | ----------------- |
|          | Luisa Ulrica di Prussia      | Federico Guglielmo I di Prussia (Hohenzollern)        | 24 luglio 1720 | 18 agosto 1744  | 25 marzo 1751 ascesa del marito    | 12 febbraio 1771 morte del marito    | 16 luglio 1782    | Adolfo Federico   |
|          | Sofia Maddalena di Danimarca | Federico V di Danimarca (Oldenburg)                   | 3 luglio 1746  | 4 novembre 1766 | 12 febbraio 1771 ascesa del marito | 29 marzo 1792 morte del marito       | 21 agosto 1813    | Gustavo III       |
|          | Federica di Baden            | Carlo Luigi, Principe Ereditario di Baden (Zähringen) | 12 marzo 1781  | 31 ottobre 1797 | 31 ottobre 1797                    | 29 marzo 1809 abdicazione del marito | 25 settembre 1826 | Gustavo IV Adolfo |

## Romanov (1809-1917)
| Immagine | Nome                     | Padre                                                               | Nascita          | Matrimonio       | Diventò Consorte | Cessò di essere Consorte             | Morte           | Coniuge        |
| -------- | ------------------------ | ------------------------------------------------------------------- | ---------------- | ---------------- | ---------------- | ------------------------------------ | --------------- | -------------- |
|          | Luisa Maria di Baden     | Carlo Luigi, Principe Ereditario di Baden (Zähringen)               | 24 Gennaio 1779  | 9 Ottobre 1793   | 23 Marzo 1800    | 1 Dicembre 1825 morte del marito     | 6 Maggio 1826   | Alessandro I   |
|          | Carlotta di Prussia      | Federico Guglielmo III di Prussia (Hohenzzollern)                   | 13 Luglio 1798   | 13 Luglio 1817   | 1 Dicembre 1825  | 2 Marzo 1855 morte del marito        | 1 Novembre 1860 | Nicola I       |
|          | Maria d'Assia e del Reno | Luigi II d'Assia (Assia-Darmstadt)                                  | 8 Agosto 1824    | 16 Aprile 1841   | 2 Marzo 1855     | 3 Giugno 1880                        | 3 Giugno 1880   | Alessandro II  |
|          | Dagmar di Danimarca      | Cristiano IX di Danimarca (Schleswig-Holstein-Sondeburg-Glücksburg) | 26 Novembre 1846 | 9 Novembre 1866  | 13 Marzo 1881    | 1 Novembre 1894 morte del marito     | 13 Ottobre 1928 | Alessandro III |
|          | Alice d'Assia e del Reno | Luigi IV d'Assia (Assia-Darmstadt)                                  | 6 Giugno 1872    | 26 Novembre 1894 | 1 Novembre 1894  | 23 Marzo 1917 abdicazione del marito | 17 Luglio 1918  | Nicola II      |

## Assia-Kassel (1918)
| Immagine | Nome                  | Padre                                   | Nascita        | Matrimonio      | Diventò Consorte | Cessò di essere Consorte | Morte                                        | Coniuge |
| -------- | --------------------- | --------------------------------------- | -------------- | --------------- | ---------------- | ------------------------ | -------------------------------------------- | ------- |
|          | Margherita di Prussia | Federico III di Germania (Hohenzollern) | 22 Aprile 1872 | 25 Gennaio 1893 | 9 Ottobre 1918   | 14 Dicembre 1918         | 22 Gennaio 1954 rinuncia del marito al trono | Carlo I |

## Altre voci
- Finlandia
- Svezia
- Regno di Finlandia
- Impero Russo
- Impero Svedese
- Sovrani di Finlandia